# 承元
承元（1207年十月十五至1211年三月初九）是日本的年號之一。這個時代的天皇是土御門天皇與順德天皇，由後鳥羽上皇實施院政。鎌倉幕府之征夷大將軍為源實朝；執權為北條義時。

## 改元
- 建永二年十月二十五（1207年11月16日） 改元承元
- 承元五年三月初九（1211年4月23日） 改元建曆

## 出處
《通典卷五十五·告禮》：「古者祭以首時，薦用仲月。近代相承，元日奏祥瑞，二月然後告於廟。」

## 大事記
- 承元四年：順德天皇即位。

## 紀年、西曆、干支對照表
| 承元       | 元年   | 二年   | 三年   | 四年   | 五年   |
| 儒略曆日期 | 1207年 | 1208年 | 1209年 | 1210年 | 1211年 |
| 干支       | 丁卯   | 戊辰   | 己巳   | 庚午   | 辛未   |